# E-kara
e-kara（イーカラ）は、2000年〜2009年までタカラ（後のタカラトミー）が発売していたカラオケを楽しめる玩具である。

## 概要
専用カートリッジを本体に差し込んで電源を入れ、専用ケーブルを用いてテレビのAV端子入力側に接続することでカラオケが出来るシステムとなっており、体感ゲームとしても様々な製品が発売されている「Plug It!（プラグイット）」シリーズに位置づけられている。また、テレビ画面にはテロップが表示され、それを見ながら歌う事もできるようになっている。この他、カラオケ以外にもテレビゲームなどが楽しめた（「#カラオケ以外の用途」を参照）。

## 形状
e-kara本体の形状はボーカルマイクに類似するが、側面上部、マイクの集音部分付近に操作用のキースイッチが複数配置されている。機種によってはさらに、7セグメントディスプレイを装備していることがある。本体下部には専用ケーブル用の接続端子が備わっており、これを介してテレビなどに接続される。また、別売のマイクを追加すればデュエットを楽しむこともできる。

## 楽曲の提供

### 専用カートリッジによる提供
e-karaで利用可能な楽曲のデータが記録された専用カートリッジがタカラから発売されている。複数の異なる楽曲データを持つ専用カートリッジが発売されており、これらカートリッジを購入しe-kara本体に挿入することで、多様な楽曲を楽しむことができる。楽曲データ以外にテレビゲームなどを収録した専用カートリッジも存在する。カラオケ大手の第一興商が楽曲データを提供している。また、一部ラインナップでは同じくタカラから発売されていた音楽ゲーム『ポピラ』との共通カートリッジとして販売されていたものもあり、e-karaでカラオケやマイクを用いたゲーム、ポピラでリズム系ゲームという2種類の遊び方ができるタイトルも存在した。

### 楽曲データのダウンロード
専用カートリッジの中には、ウェブメディアと呼ばれる書き込み可能なものも存在する。専用のウェブサイトからインターネット経由で楽曲データをダウンロードし、ウェブメディアに書き込むことで、前述の専用カートリッジと同様に利用できる。ウェブメディアへの書き込みは、ウェブトースターと呼ばれる機器をUSBケーブルを用いてパソコンのUSB端子に接続して行う。
また、派生としてe-karamixと呼ばれる商品も存在する。e-karaの機能とウェブトースターの機能を統合したもので、単体でパソコンとの接続・ウェブメディアへの楽曲データの書き込が可能である。当然、e-karaの楽曲カートリッジにも対応している。
ウェブメディアを購入する分の代金を支払えば、楽曲データを無料でダウンロードできるのが特徴である。

#### サービスの終了
毎週新曲配信は2010年12月24日、配信自体は2011年6月30日に終了した。

## カラオケ以外の用途
利用する専用カートリッジによっては、カラオケ以外にテレビゲームなどを楽しむことができる。主に、単純なアクションゲームや、占いなどが提供されている。e-kara本体のキースイッチや、マイクに声・息などを入力することでゲームを操作する。また先述の通り、タカラから同時期に販売されていた音楽ゲーム『ポピラ』でも遊べる共通カートリッジで販売されたタイトルも存在する。

## フィクションに登場したe-kara
- 『ギャラクシーエンジェル』第4期のオープニングムービーに、登場人物であるヴァニラ・Hがe-karaを持っているカットや歌っているシーンが挿入されている。（さらにダッコちゃんも登場している）この番組が放映された年（2004年）の3月には、版権元であるブロッコリーはタカラと資本業務提携している。しかし、e-karaの対応曲に本作の主題歌はない。
- 『ぴちぴちピッチ』では主人公達のアイテムとして登場しており、玩具展開でe-karaとコラボしたe-pitchが発売された[2]。

### 広告モデル
- 桜井萌
- 吉岡みく

## カートリッジの種類
- e-kara専用カートリッジ J-POP MIX
- e-kara専用カートリッジ アーティストセレクション
- e-kara専用カートリッジ 20世紀ギャラリー
- e-kara専用カートリッジ キッズソング
- e-kara専用カートリッジ デュエットソング
- e-kara専用カートリッジ カラオケえほん（S-*）
- e-kara専用カートリッジ 採点カートリッジ（S-*）
- e-kara専用採点カートリッジ アーティストミニ（M-*）
- e-kara専用採点カートリッジ キッズソングミニ（M-*）
- e-karaシリーズ用カートリッジ ぴちぴちピッチ（A-*）
- e-karaシリーズ専用カートリッジ ベストヒットコレクション（BH-*）
- e-karaシリーズ専用カートリッジ ゲーム&カラオケカートリッジ（GK-*）
- 採点カートリッジ キッズソング20（KD-*）
- e-kara専用カートリッジ 採点カートリッジ 演歌集（EN-*）
- e-karaシリーズ・ポピラシリーズ共用 ゴールドカートリッジ（G-*）
- プレミアムカートリッジ（PR-*、非売品）
- e-karaシリーズ・ポピラ1・ポピラ2・たいこでポピラ共用ドリームカートリッジ（D-*）
- スーパーカートリッジ（SP-*）
- e-kara・ポピラ・ふぁみマット共用 プラチナカートリッジ（P-*）

e-karaキッズ向け
- e-karaキッズ専用えほんソフト

ポピラ向け
- ジャンピンポピラ専用ゲームカートリッジ ジャンポピゲームコレクション（JP-*）